# Malév-Flug 110
Der Malév-Flug 110 (Flugnummer: MA110) war ein Linienflug der ungarischen Fluggesellschaft Malév von Budapest nach Kiew. Am 16. September 1971 stürzte die Maschine, eine Tupolew Tu-134, nach zwei Landeversuchen bei schlechtem Wetter und wegen eines Generatorausfalls ab. Alle 41 Passagiere und 8 Besatzungsmitglieder starben.

## Flugzeug
Die Tupolew Tu-134 mit der Hersteller-Seriennummer 9350801 und dem Luftfahrzeugkennzeichen HA-LBD startete 1969 zu ihrem ersten Flug.

## Passagiere
Die Mehrzahl der Passagiere kam aus dem ungarischen Komitat Bács-Kiskun und wollte Simferopol, die Partnerstadt Kecskeméts, im Rahmen einer organisierten Reise besuchen. Außer dem Vorsitzenden des Komitatsrats und einer Delegation hoher Mitglieder der Sozialistischen Partei Ungarns befanden sich außerdem noch zwei amerikanische Staatsbürger an Bord.

## Flugverlauf
Wegen der widrigen Wetterumstände am Zielflughafen (Wolkenhöhe: 80 m; Sichtweite: 1700 m) startete die Maschine in Budapest mit über einer Stunde Verspätung. Nach 50 Minuten Flugzeit und 9700 Metern Flughöhe wurde den Piloten der Ausfall aller vier an Bord befindlichen 12-kW-Stromgeneratoren angezeigt. In 3700 Metern Flughöhe kontaktierte die Besatzung den sowjetischen Fluglotsen und berichtete zwar über den Ausfall der Generatoren und die Inbetriebnahme des Hilfstriebwerks, jedoch meldete sie dies nicht als Notfall und wurden daher nicht gegenüber anderen Flugzeugen bevorzugt. Zu diesem Zeitpunkt hätte dem Flugzeug noch für etwa eine Stunde Strom zur Verfügung gestanden, wenn in diesem Moment überflüssige elektrische Geräte, wie Kühlschrank oder Kabinenbeleuchtung, abgeschaltet worden wären. Da dies nicht geschah, schrumpfte die Kapazität auf eine halbe Stunde.
Währenddessen sank die Sichtweite in Kiew auf nur 700 Meter und die Crew willigte ein, auch bei nur 600 Metern Sichtweite landen zu wollen. Im ersten Landeversuch verfehlte die Maschine die Landebahn, und die Piloten mussten durchstarten. Nachdem die Maschine eine Kurve über Boryspil gemacht hatte, verfehlte sie erneut die Landebahn. Nun brach auch der Funkkontakt mit den Piloten ab. Die Maschine stürzte etwa 28 Kilometer nördlich des Flughafens ab. Bei dem Aufprall starben alle Passagiere und Besatzungsmitglieder.